# Instituto D. João V
Maillots
Le Instituto D.João V est une équipe de football en salle fondé en 1993 à Louriçal.

## Palmarès
- Coupe du Portugal
  - Vainqueur : 1999
  - Finaliste : 2001
- Supercoupe du Portugal
  - Vainqueur : 2000